# مزدک شفیعیان
مزدک شفیعیان (زاده ۲ ژوئن ۱۹۸۰) شاعر، نویسنده و منتقد نروژی زبان، کارشناس ارشد علوم ادبی از دانشگاه برگن، و دانش‌آموخته آکادمی نویسندگی هردلنداست. وی سردبیر Au petit garage ،Teologi و بین سال‌های ۲۰۱۲–۲۰۰۸ دبیر مقاله‌نویسی نشریه پر سابقه Vinduet بوده‌است. Vinduet در سال ۲۰۰۹ برندهٔ جایزه بهترین نشریه کشورهای اسکاندیناوی (نوردیک) شد.
آخرین کتاب وی مجموعه مقالات «Det urgamle materialet»، شامل مقالاتی در باب «امرواقع» ژاک لاکان، مسیانیسم بنیامین، مفهوم «suture» در تفکر ژیژک و آلان بدیو، «Literary Canon»، و همچنین راجع به السا گرس (Elsa Gress)، ادبیات معاصر نروژی؛ اوله روبرت سونده، اسوین یارول، روزگار سپری شده مردم سالخورده محمود دولت‌آبادی و غیره است. منتقدان، از جمله در ماهنامه لوموند دیپلماتیک، هفته‌نامه مرگن بلادت (Morgenbladet) و نی‌ تید (Ny Tid) کار وی را در سنت رادیکال چپ ارزیابی کردند.

## کتابشناسی
۲۰۰۶: Dyregravsmørke – شعر، نشر Gyldendal
۲۰۱۱: Antwerpen – شعر، نشر Gyldendal
۲۰۱۲: Teologi – آنتولوژی در باب الهیات، با یورن سورن، Sola scriptura
۲۰۱۵: Det urgamle materialet – مجموعه مقالات، نشر Gyldendal
۲۰۲۲: Skinnende døde – رمان، نشر Gyldendal